# 科沙林車站
科沙林車站（波蘭語：Stacja Koszalin）是位於波蘭西濱海省科沙林的鐵路車站。

## 歷史
車站啟用於1859年，德國統治時期名為科斯林車站（Köslin）。
2023年，科沙林火車站將再次重建。目前的車站建築將被拆除，只有目前處於保護狀態的少數元素（包括主廳的五彩塗鴉）將用於新車站的建設。新車站將擁有現代化的造型，並覆蓋半透明的玻璃屋頂，新車站將於2024年底投入使用 。